# Alex continuaria
Alex continuaria é uma espécie de inseto do gênero Alex, pertencente à família Formicidae.